# Дорфен
Дорфен (нім. Dorfen) — місто в Німеччині, розташоване в землі Баварія. Підпорядковується адміністративному округу Верхня Баварія. Входить до складу району Ердінг.
Площа — 99,60 км2. Населення становить 14 790 ос. (станом на 31 грудня 2020).